# Cascade-Chipita Park
Cascade-Chipita Park – jednostka osadnicza w Stanach Zjednoczonych, w stanie Kolorado, w hrabstwie El Paso.